# 华中科技大学数学与统计学院
华中科技大学数学系原为华中工学院基础科学系，1984年为华中工学院数学力学系，1988年华中工学院更名华中科技大学后，为华中科技大学数学力学系。力学系1997年合并至土木工程学院，数学力学系改为应用数学系，2002年改为数学与统计学院。在2006年中国教育部的数学一级学科评估中列第23位。 数学与统计学院现有数学与应用数学专业、信息与计算科学专业及统计学专业3个本科专业，专业方向主要包括应用数学、基础数学、概率与统计、运筹与控制、信息与编码、信号与系统、计算机应用、科学计算和金融统计等。 